# Gustave Ador
Gustave Ador (23 de Dezembro de 1845 - 31 de Março de 1928) foi um político da Suíça. Eleito para o Conselho Federal suíço em 26 de Junho de 1917, terminou o mandato a 31 de Dezembro de 1919.
Foi Presidente da Confederação suíça em 1919.